# 伊洛伊洛省

伊洛伊洛省在菲律宾的位置

伊洛伊洛省（希利盖农文：Kapuoran sang Iloilo；基納拉伊阿文：Kapuoran kang Iloilo；他加祿文：Lalawigan ng Iloilo），是菲律宾西米沙鄢大區下的一個省份，位於班乃島南部，北鄰卡皮兹省，西鄰安蒂克省，南接吉馬拉斯省，首府為伊洛伊洛市。

## 簡介
- 隸屬地區：西米沙鄢
- 時區：UTC+08:00（東八區）
- 使用語言：希利盖农语、基納拉伊阿語（英语：Karay-a language）、卡皮塞尼奧語（英语：Capiznon language）、菲律賓語、英語等
- 人口：2,110,588人[1]
- 面積：4,829.1平方公里